# TEAMS (dorsale di rete)
TEAMS (The East African Marine System) è un progetto del governo del Kenya in collaborazione con la società di telecomunicazioni Etisalat (Emirati Arabi) volto alla realizzazione di una dorsale per le telecomunicazioni in fibra ottica che dovrebbe collegare l'Africa orientale al Medio Oriente. La gara d'appalto per i lavori è stata vinta da Alcatel-Lucent, che ha ottenuto per questa opera un contratto da 82 milioni di dollari. Secondo le previsioni attuali, il primo utilizzo di questo collegamento dovrebbe essere possibile per l'aprile 2009.
Il cavo collegherà Mombasa in Kenya a Fujairah negli Emirati, per una lunghezza complessiva di 4.500 km. La capacità iniziale è prevista a 120 Gbit/s incrementabili a 1,2 Tbit/s. I lavori sono partiti nel gennaio 2008.
TEAMS si affianca ad altri progetti di dorsali a banda larga per l'Africa tutti in via di ultimazione, fra cui EASSy e Seacom. Questi collegamenti dovrebbero contribuire a ridurre drasticamente il costo del traffico dati in Africa, che oggi si basa esclusivamente su costosi link satellitari. Numerosi governi dell'Africa centrale e orientale (tra gli altri Ruanda, Sudan, Etiopia, Tanzania e Burundi) hanno già dichiarato il proprio interesse ad acquistare larghezza di banda a completamento di questi progetti.

## Partner
- Governo keniota - 20%
- Etisalat - 15%
- Investitori privati - 65%